# Пажень (деревня)
Паже́нь — деревня Нижневоргольского сельского поселения Елецкого района Липецкой области.

## География
Рядом с Паженью находится ост. п. 188 км на железнодорожной линии Елец — Орёл, которая прошла здесь в 1870 году.

## История
В документах 1620 года говорится, что в Воргольском стане Елецкого уезда была деревня Пожень на реке Пожень. Название — от слова пажень, паженка — старый улей.

## Население
| 2008 | 2010 |
| ---- | ---- |
| 97   | ↘37  |